# 콜린 에글스필드
콜린 에글스필드(Colin Egglesfield, 1973년 2월 8일 ~ )는 미국의 배우이다.

## 출연 작품

### 영화
- 러브 앤 프렌즈 (2011)
- 바이스: 범죄도시 (2015)
- 스페이스 비트윈 어스 (2017)

### 텔레비전
- 올 마이 칠드런 (2005-09)
- 멜로즈 플레이스 (2009-10)
- 클라이언트 리스트 (2012-13)